# 巴塞罗那伯爵
巴塞罗那伯爵（加泰罗尼亚语：comtes de Barcelona；西班牙语：condes de Barcelona；法语：comtes de Barcelone）是欧洲历史上的一个贵族称号。开始时它是统治巴塞罗那城及周边地区的领主的称号，但从12世纪中叶起，这一头衔为阿拉贡历代国王所拥有。
巴塞罗那伯爵的封号起源于加洛林王朝时代，由于查理大帝征服了伊比利亚半岛南端的一小块地区，因而有必要在这个边远的领地设置藩侯守卫。这些藩侯就是早期的巴塞罗那伯爵，随着加洛林王朝的衰落，他们最终变成了完全独立的王公，仅仅在名义上仍是法兰西王国的诸侯。由于王朝联姻的结果，到12世纪，伯爵爵位由阿拉贡国王所继承。1258年阿拉贡与法国缔结科尔贝条约，法国国王路易九世将巴塞罗那割让给阿拉贡国王海梅一世，以换取后者放弃对法国南部领土的要求；从此阿拉贡正式脱离法国，成为西班牙领土的一部分。

## 早期巴塞罗那伯爵
这一时期的历代伯爵并非世袭，而是由王室（开始时是法兰克帝国，后来是法国）指派的藩侯，相当于驻防将领。
- 贝拉 801年 - 820年
- 兰波 820年 - 826年
- 塞普提马尼亚的贝尔纳特 826年 - 832年
- 图卢兹的贝伦格尔 832年 - 835年
- 塞普提马尼亚的贝尔纳特 836年 - 844年
- 苏尼弗雷多一世 844年 - 848年
- 塞普提马尼亚的威廉 848年 - 850年
- 特鲁瓦的阿莱兰 850年 - 852年
- 伊桑贝尔 850年 - 852年
- 奥达尔里克 852年 - 858年
- 温尼弗雷多 858年 - 864年
- 哥特的贝尔纳特 865年 - 878年
- 威弗雷多一世 878年 - 897年
  - 在法国王室的默许下，威弗雷多一世把巴塞罗那变成了本家族的世袭领地。
- 威弗雷多二世 897年 - 911年 又名博雷尔一世
- 桑耶爾 911年 - 948年

## 实际独立时期
- 博雷尔二世 948年 - 992年
- 米羅一世 948年 - 966年
- 拉蒙·博雷爾 992年 - 1018年
- 貝倫格·拉蒙一世 1018年 - 1035年
- 拉蒙·貝倫格一世 1035年 - 1076年
- 拉蒙·貝倫格二世 1076年 - 1082年
- 貝倫格·拉蒙二世 1076年 - 1097年
- 拉蒙·貝倫格三世 1082年 - 1131年
- 拉蒙·贝伦格四世 1131年 - 1162年
  - 拉蒙·贝伦格尔四世与阿拉贡女王佩德羅尼拉结婚，形成阿拉貢王權（君合国）

## 阿拉贡国王兼任
拉蒙·贝伦格尔四世与佩德罗尼利亚的儿子阿方索继承了巴塞罗那与阿拉贡的全部领地。从他开始的统治阿拉贡的王朝称为巴塞罗那王朝。
- 阿方索一世 1162年 - 1196年
- 佩德罗一世 1196年 - 1213年
- 海梅一世 1213年 - 1276年
- 佩德罗二世 1276年 - 1285年
- 阿方索二世 1285年 - 1291年
- 海梅二世 1291年-1329年
- 阿方索三世 1327年 - 1336年
- 佩德罗三世 1336年- 1387年
- 胡安一世 1387年 - 1396年
- 马丁一世 1396年 - 1410年 
  - 空位：1410年 - 1412年
  - 由于巴塞罗那王朝绝嗣，特拉斯塔马拉王朝开始统治阿拉贡与巴塞罗那
- 斐迪南一世 1412年 - 1416年
- 阿方索四世 1416年 - 1458年
- 胡安二世 1458年 - 1479年
- 斐迪南二世 1479年 - 1516年 
  - 斐迪南二世与伊莎贝拉一世结婚，实际统一了西班牙
- 胡安娜一世 1516年 - 1555年，全部任期被以精神失常为由囚禁

## 反对胡安二世战争
所有这些人都不统治仍处于胡安二世控制下的巴伦西亚。
- 恩里克 1462年 - 1463年
- 佩德罗四世 1463年 - 1466年
- 安茹的勒内 1466年 - 1472年

## 哈布斯堡王朝
- 卡洛斯一世 1516年 - 1556年
- 腓力一世 1556年 - 1598年
- 腓力二世 1598年 - 1621年
- 腓力三世 1621年 - 1665年
- 卡洛斯二世 1665年 - 1700年

## 收割者战争时期占据巴塞罗那的法国国王
- 被路易十三获封的保·克拉里斯（加泰罗尼亚共和国）1641年 - 1643年
- 被路易十四获封的保·克拉里斯（加泰罗尼亚共和国）1643年 - 1652年

## 西班牙王位继承战争
- 腓力四世  1700年 - 1705年
- 奥地利的查理大公，自称为“卡洛斯三世” 1705年 - 1714年 
  - 《新基本法令》后，阿拉贡王国作为一个政治实体被西班牙政府正式合并，从此巴塞罗那伯国废除，巴塞罗那伯爵成为西班牙国王的一个专用头衔

## 波旁王朝
在佛朗哥独裁时期，流亡海外的西班牙王位继承人胡安·德·波旁采用了巴塞罗那伯爵这个头衔。在1975年波旁王朝恢复在西班牙的王位后，胡安·德·波旁的儿子胡安·卡洛斯一世成为国王。在1993年其父去世后正式继承了巴塞罗那伯爵的头衔。胡安·卡洛斯一世退位后，其子费利佩六世即位，同时继承了巴塞罗那伯爵的头衔。
- 胡安三世：1977年到1993年（1931年到1977年自稱）